# The Whole Truth (Fernsehserie)
The Whole Truth (dt. Die ganze Wahrheit) ist eine US-amerikanische Fernsehserie mit Rob Morrow und Maura Tierney in den Hauptrollen, welche am 22. September 2010 ihre Premiere beim Sender ABC feierte. Die Serie besteht aus 13 Folgen in einer Staffel, da der ausstrahlende Sender aufgrund schwacher Quoten von einer Fortsetzung absah und die Serie bereits während ihrer Produktion aus dem Programm nahm.
Obwohl die Serie in den USA nach nur 6 Folgen abgesetzt wurde, wurden alle 13 produzierten Folgen in Australien beim Sender Nine Network sowie in den Niederlanden bei NET 5 ausgestrahlt. Zu einer deutschsprachig synchronisierten Ausstrahlung kam es bisher nicht.

## Darsteller und Figuren
- Rob Morrow als Jimmy Brogan
- Maura Tierney als Kathryn Peale
- Eamonn Walker als Sr. ADA Terrence „Edge“ Edgecomb
- Sean Wing als Chad Griffin
- Anthony Ruivivar als Alejo Salazar
- Christine Adams als Lena Boudreaux

## Produktion
Obwohl die Serie in Manhattan, New York City angesiedelt ist, wurden die Episoden in Los Angeles produziert.
Als Hauptdarstellerin Kathryn Peale war zunächst Joely Richardson vorgesehen, welche auch in der ursprünglichen Pilotepisode als solche auftrat. Nach Bestellung der Serie verließ sie die Serie jedoch aus familiären Gründen, weshalb die Rolle mit Maura Tierney neu besetzt wurde und alle entsprechenden Szenen der Episode nachgedreht werden mussten.